# غرفة التكييف الفعال

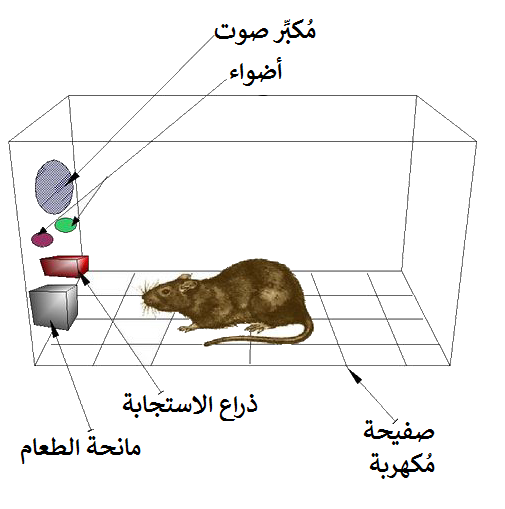
صندوق القفز

غرفة تكييف المعامل(تعرف أيضا باسم صندوق سكينر) هي جهاز مختبري يستخدم لدراسة سلوك الحيوان. وقد تم إنشاء غرفة تكييف الهواء بواسطة بورهوس فريدريك سكينر بينما كان طالب دراسات عليا في جامعة هارفارد. وربما كان مصدر إلهامهم دراسات جيرزي كونورسكي. وهو يستخدم لدراسة كل من التكييف المُعامل والتكييف الكلاسيكي.
قام سكينر بإنشاء غرفة المعامل على شكل شكل تنوع من مربع الأحجية الذي تم إنشاؤه في الأصل من قبل إدوارد لي ثورندايك. بينما أجرى سكينر دراساته المبكرة باستخدام الفئران، انتقل لاحقًا لدراسة الحمام.

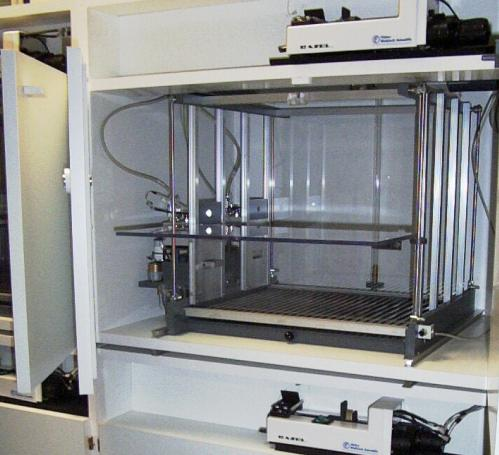
صندوق القفز مع ذراعَي استجابة، مصباحان للتلميح، طابق مكهّر واحد، مصباح منزل واحد ومكبر صوت واحد فوق القفص

## الغرض
تسمح غرفة تكييف المُعامل بإجراء تجارب لدراسة تكييف السلوك (التدريب) من خلال تعليم حيوان موضوع لتنفيذ إجراءات معينة (مثل الضغط على ذراع) استجابة لمبهات معينة، مثل إشارة الضوء أو الصوت. عندما يؤدي الشخص السلوك بشكل صحيح، توفر آلية الغرفة الطعام أو أي مكافأة أخرى. وفي بعض الحالات، تفرض الآلية عقوبة على الاستجابات غير الصحيحة أو المفقودة. على سبيل المثال، لاختبار كيفية عمل تكييف عامل التشغيل مع بعض اللافقاريات، مثل ذباب الفاكهة، يستخدم علماء النفس جهاز يعرف باسم «صندوق الحرارة». في الأساس يأخذ هذا نفس شكل صندوق Skinner، ولكن الصندوق يتكون من جانبين: جانب واحد يمكن أن يخضع لتغيير درجة الحرارة والآخر لا. بمجرد عبور اللافقاريات إلى الجانب الذي يمكن أن يخضع لتغير في درجة الحرارة، يتم تسخين المنطقة. في النهاية، سيتم تكييف اللافقاريات للبقاء على الجانب الذي لا يخضع لتغير في درجة الحرارة. يذهب هذا إلى الحد أنه حتى عندما تتحول درجة الحرارة إلى أدنى نقطة لها، فإن ذبابة الفاكهة لا تزال تمتنع عن الاقتراب من تلك المنطقة من صندوق الحرارة. [4] تسمح هذه الأنواع من الأجهزة للقائمين بالتجربة بإجراء دراسات في التكييف والتدريب من خلال آليات الثواب / العقاب

## الهيكل
البنية التي تشكل هيكل الحجرة عبارة عن صندوق كبير بما يكفي لاستيعاب الحيوان المستخدم كموضوع بسهولة. (تتضمن الحيوانات النموذجية شائعة الاستخدام القوارض - عادة الجرذان المعملية - الحمائم والرئيسيات). غالبًا ما يكون هذا الأمر غير سليم وخافًا من الضوء لتجنب المؤثرات المشتتة للانتباه.
غرفة التشغيل لها ما لا يقل عن واحدة من عمليات، وغالبا ما اثنين أو أكثر، التي يمكنها أن تكشف تلقائيا عن حدوث رد أو إجراء سلوكي. تعتبر المعامل النموذجية للحمام والطيور الأخرى مفاتيح استجابة بمفتاح يغلق إذا نقر الطائر على المفتاح بقوة كافية. الحد الأدنى من المتطلبات الأخرى لغرفة التكييف هو أن لديها وسيلة لتوصيل معزز أساسي (مكافأة، مثل الطعام، وما إلى ذلك) أو محفز غير مشروط مثل الطعام (عادة حبيبات) أو الماء. يمكنه أيضًا تسجيل تسليم معزز مشروط، مثل إشارة LED (انظر Jackson & Hackenberg 1996 في Journal of the Experimental Analysis of Behavior على سبيل المثال) كـ «رمز مميز».
على الرغم من هذا التكوين البسيط (عامل واحد ومغذي واحد)، فمن الممكن مع ذلك التحقيق في مجموعة متنوعة من الظواهر النفسية. تحتوي غرف التكييف الفعالة الحديثة عادةً على عوامل متعددة، مثل العديد من أدوات الاستجابة، ومغذيتين أو أكثر، ومجموعة متنوعة من الأجهزة القادرة على توليد محفزات مختلفة بما في ذلك الأضواء والأصوات والموسيقى والأشكال والرسومات. تستخدم بعض التكوينات لوحة LCD لتوليد الكمبيوتر لمجموعة متنوعة من المحفزات البصرية.
يمكن أيضًا أن تحتوي بعض غرف العمليات على شبكات أو أرضيات مكهربة بحيث يمكن توجيه الصدمات للحيوانات؛ أو أضواء بألوان مختلفة تعطي معلومات عن وقت توفر الطعام. على الرغم من أن استخدام الصدمة لم يسمع به من قبل، فقد تكون هناك حاجة إلى الموافقة في البلدان التي تنظم التجارب على الحيوانات.

## تأثير البحث
وقد أصبحت غرف التكييف التي يتم إجراؤها شائعة في مجموعة متنوعة من التخصصات البحثية بما في ذلك علم العقاقير السلوكي.[بحاجة إلى الاقتباس] إن نتائج هذه التجارب تُعلم العديد من التخصصات خارج علم النفس، مثل الاقتصاد السلوكي.[بحاجة إلى الاقتباس]
أسطورة حضرية انتشرت حول سكينر الذي وضع ابنته ديبورا في تجربة مثل هذه، مما يثير جدلا كبيرا. وقد قامت ابنته في وقت لاحق بفضح هذا الأمر، موضحة أن «مناقصة الطفل» أو «مهد الهواء» الخاصة بسكين سكينير كانت سريراً كهربائياً مدفّئاً.[5]

## التطبيقات التجارية
في بعض الأحيان يتم الاستشهاد بآلات الفتحات والألعاب عبر الإنترنت[6] كأمثلة على الأجهزة البشرية التي تستخدم جداول معقدة من عمليات التعزيز لمكافأة الإجراءات المتكررة.[7]
خدمات الشبكات الاجتماعية مثل Google، وقد تم التعرف على الفيسبوك وتويتر على أنه يستخدم التقنيات.[بحاجة إلى الاقتباس] يستخدم النقاد مصطلحات مثل التسويق السكينري[8] للطريقة التي تستخدم بها الشركات الأفكار للحفاظ على مشاركة المستخدمين واستخدام الخدمة.
وقد تم وصف أسلوب استخدام عناصر تصميم الألعاب في سياقات غير الألعاب، بأنه استخدام تكييف عامل وغير ذلك من التقنيات السلوكية لتشجيع سلوكيات المستخدم المرغوبة.[9]

## صندوق القفز
لوحظ أن سكينر قال إنه لا يريد أن يكون اسمًا مسمى ا. علاوة على ذلك، كان يعتقد أن كلارك هال وطلابه في جامعة ييل صاغوا التعبير: صرح سكينر أنه لم يستخدم المصطلح بنفسه، وذهب إلى حد مطالبة هوارد هانت باستخدام «صندوق الرافعة» بدلاً من ذلك «مربع سكينر» في وثيقة منشورة. [11]

## المراجع

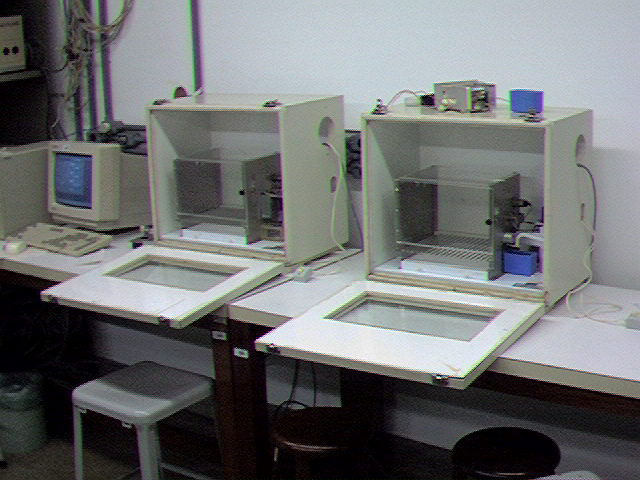
صناديق القفز